# Lesatten
Lesatten är en sjö i Ljusdals kommun i Hälsingland och ingår i Ljusnans huvudavrinningsområde. Sjön har en area på 0,253 kvadratkilometer och ligger 248,1 meter över havet.

## Delavrinningsområde
Lesatten ingår i det delavrinningsområde (689705-148981) som SMHI kallar för Inloppet i Hennan. Medelhöjden är 288 meter över havet och ytan är 29,71 kvadratkilometer. Räknas de 32 avrinningsområdena uppströms in blir den ackumulerade arean 221,73 kvadratkilometer. Sillerboån (Väljeån) som avvattnar avrinningsområdet har biflödesordning 2, vilket innebär att vattnet flödar genom totalt 2 vattendrag innan det når havet efter 176 kilometer. Avrinningsområdet består mestadels av skog (87 procent). Avrinningsområdet har 0,49 kvadratkilometer vattenytor vilket ger det en sjöprocent på 1,7 procent.